# اوکتانول
اوکتانول (به انگلیسی: Octanol) یک ترکیب شیمیایی، مایعی شفاف و بدون رنگ با بوی مخصوص به خود است که دارای شعله‌ای به گرمای ۸۱ درجه سانتیگراد می‌باشد. در دمای ۲۷۰ درجه سانتی گراد این زنجیره کربنی خود به خود آتش می‌گیرد و در آب به سختی حل می‌شود. این ماده که در نفت خام وجود دارد توسط فشار زیاد از موجودات تک سلولی (پلانگتون‌ها) که میلیون‌ها سال پیش در زیر دریاها به دام افتاده‌اند ایجاد شده‌است و دارای اتم‌های کربن اکسیژن و هیدروژن می‌باشد. در کنار اوکتانول-۱ ایزومرهای دیگری نیز مثل اوکتانول-۲, اوکتانول-۳ و اکتانول-۴ نیز وجود دارند.
موارد استفاده با تبدیل اوکتانول به فرم استر از این ماده به عنوان عطر استفاده می‌شود. ضریب پراکندگی مولکولی اوکتانول/آب، که در شیمی محیط زیست و داروسازی به منظور برآورد رفتار یک ماده مورد استفاده قرار می‌گیرد، نمایانگر آن است که اوکتانول ماده‌ای طبیعی است.